# Pomayrols
 Pomayrols  (en occitano Pomairòls) es una población y comuna francesa, situada en la región de Mediodía-Pirineos, departamento de Aveyron, en el distrito de Rodez y cantón de Saint-Geniez-d'Olt.

## Demografía
| 290 | 283 | 246 | 178 | 182 | 152 |
| Para los censos de 1962 a 1999 la población legal corresponde a la población sin duplicidades (Fuente: INSEE [Consultar]) |     |     |     |     |     |